# Parque Florestal da Prainha

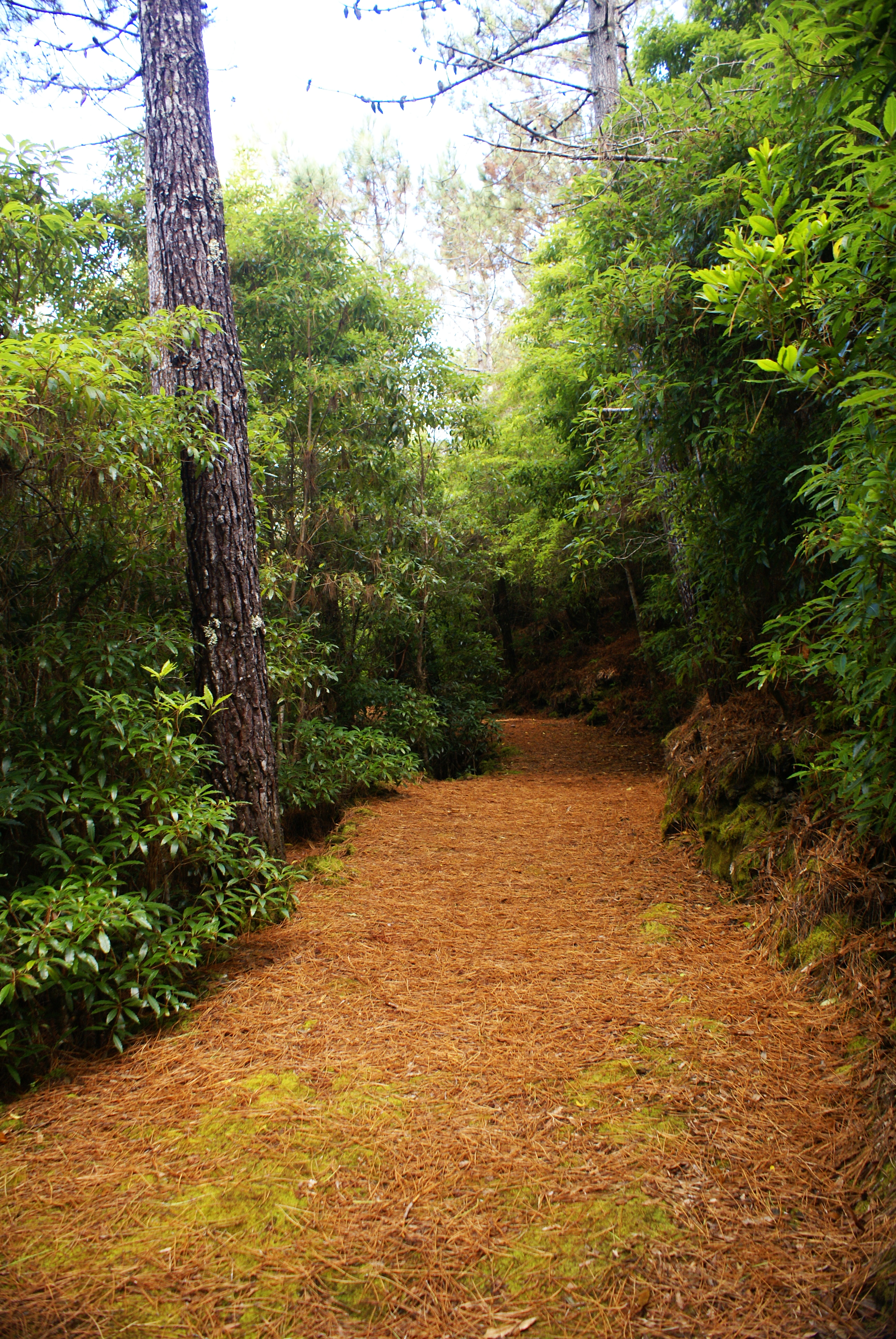
Parque Florestal da Prainha, caminho coberto por caruma de pinheiro.

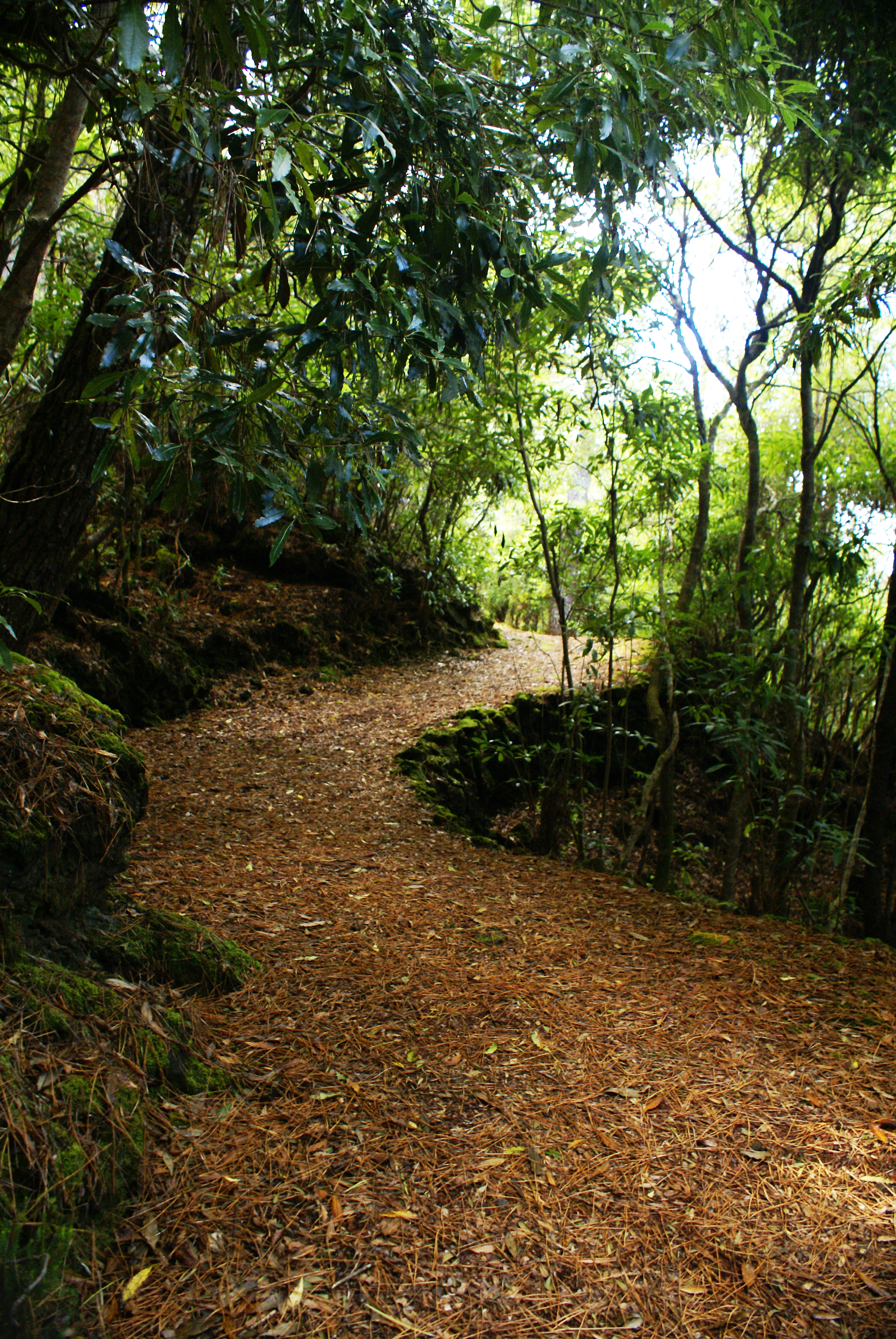
Parque Florestal da Prainha, caminhos.

O Parque Florestal da Prainha ou também  Parque Florestal da Prainha do Norte é um parque florestal português que se localiza na freguesia da Prainha, concelho da São Roque do Pico.
Este parque que se localiza nos Mistérios da Prainha, sendo que o nome mistérios que nos Açores é dado aos escorrimentos lavicos, visto que os primeiros povoadores desconheciam lava pois na sua grande maioria provinham do território continental português, local onde não existem vulcões activos. Estes corrimentos lávicos ocorreram a quando de uma violenta erupção vulcânica no século XVI.
Apresenta umas dimensões apreciáveis estendendo-se ao longo de uma área de 11,97 há, tendo no total uma extensão de cerca de 2068 metros. Subdivide-se em várias partes. A saber: miradouro, zona de merendas, zona de diversões, campo polidesportivo e zona de acampamento.
O Parque Florestal da Prainha do Norte oferece grandes zonas arborizadas essencialmente compostas por Pinheiro-bravo (Pinus pinaster), de grande altura, ricos aglomerados da endémica Faia-da-Terra (Myrica faya) e Incenso (Pittosporum undulatum).
Além da Faia-da-Terra possui varias outras espécies de vegetação endémica das florestas da Laurissilva características da Macaronésia como é o caso de uma área botânica na qual se encontram expostos diversos exemplares de vegetação endémica dos Açores destacando-se a Urze (erica azorica), o Pau-branco (picconia azorica), o Sanguinho (frangula azorica) e o Louro-da-Terra (laurus azorica).
Neste parque é possível observar dois imóveis de grande valor histórico e patrimonial, que são especificamente uma casa tradicional e uma adega, típicas da ilha do Pico, onde se expõem valiosos e significativos objectos ligados á arte de viver Açoriana. 

## Galeria

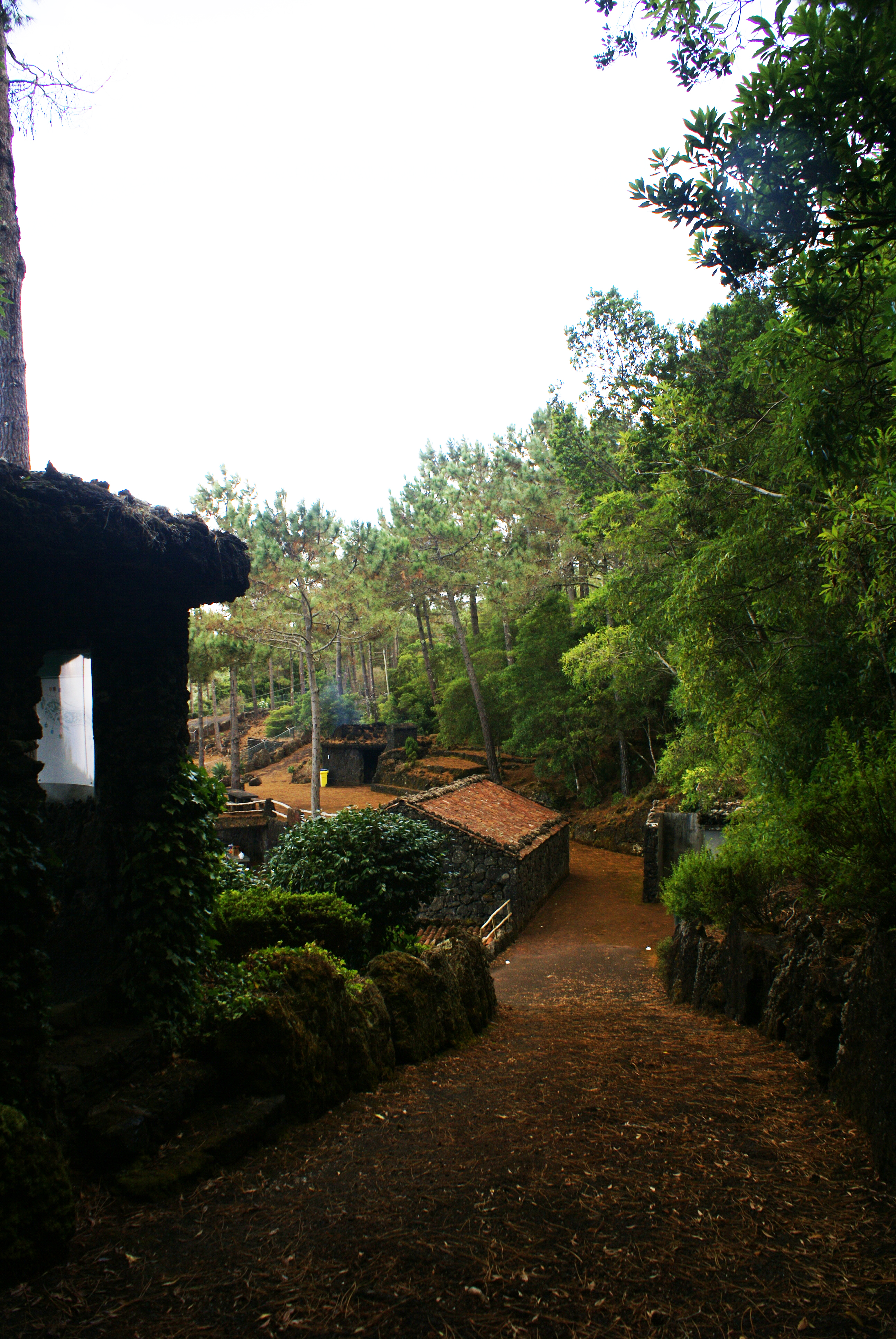
conjunto habitacional tradicional dos Açores
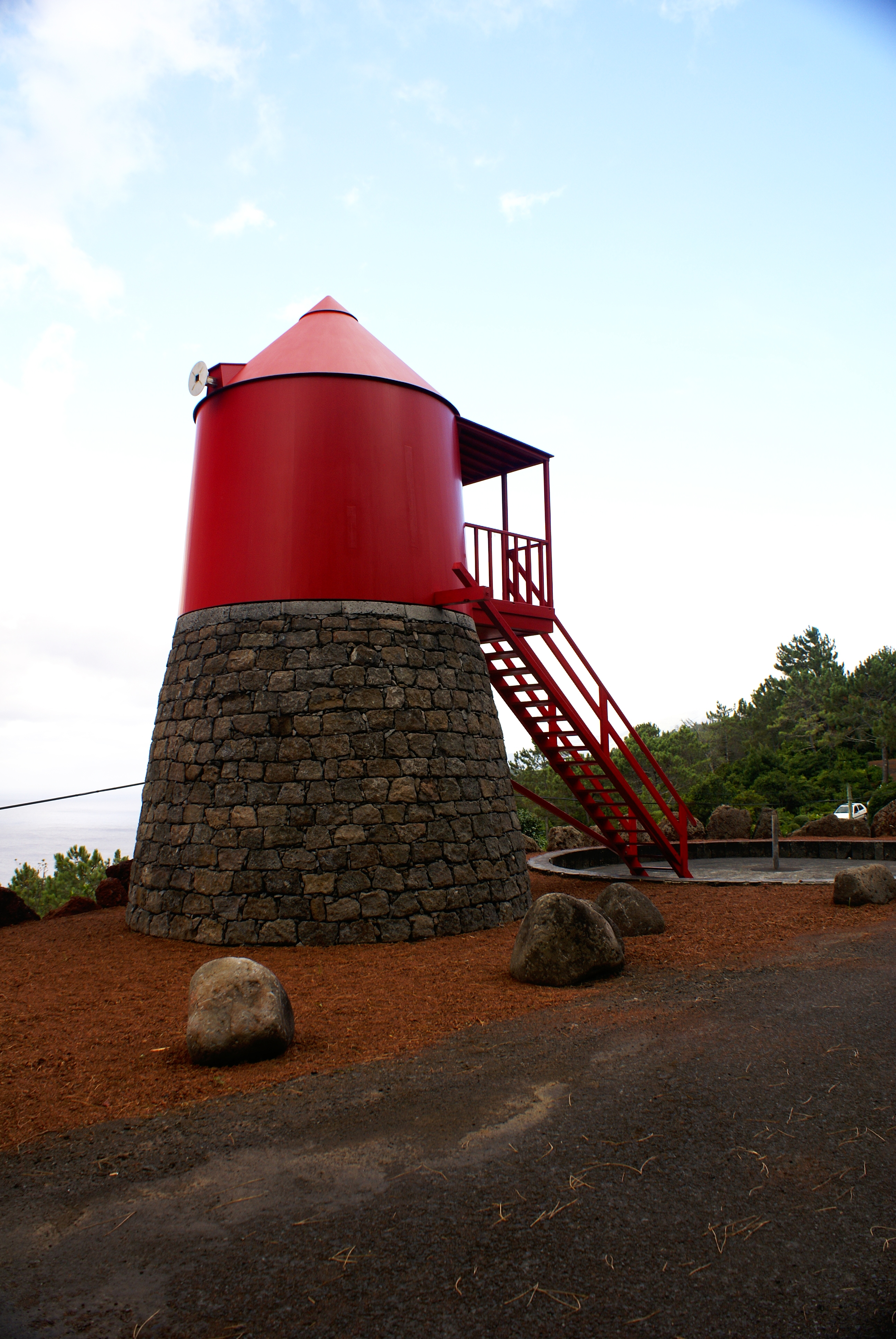
moinho de vento tradicional dos Açores